# Клинтон, Девитт
ДеВи́тт Кли́нтон (англ. DeWitt Clinton; 2 марта 1769 — 11 февраля 1828) — американский политик и естествоиспытатель. Сенатор от штата Нью-Йорк, 6-й и 8-й губернатор штата Нью-Йорк, 47-й, 49-й и 51-й мэр Нью-Йорка.

## Биография
Девитт родился 2 марта 1769 года в семье Джеймса Клинтона и Мэри Девитт. Образование он получал в колледже Кингс, который ныне является Колумбийским университетом.
Свой первый политический опыт Клинтон начал получать на должности секретаря своего дяди Джорджа Клинтона, занимавшего должность губернатора штата Нью-Йорк. Кроме того, Девитт вступил в Демократическо-республиканскую партию. В 1798 году он был членом ассамблеи штата Нью-Йорк, а с 1798 по 1802 год и с 1806 по 1811 год — сената штата Нью-Йорк. В 1801 году Клинтон был делегатом в конституционном конвенте штата Нью-Йорк.
Клинтон победил на выборах 1802 года в Сенат США. Однако пробыл в должности он всего полтора года: с 23 февраля 1802 года по 4 ноября 1803 года. Клинтона не устраивали условия жизни в недавно построенном Вашингтоне, и он подал в отставку. В том же году он был назначен мэром Нью-Йорка. Клинтон прослужил в этой должности до 1815 года, за исключением 1807 и 1810 годов, когда совет штата по назначениям возглавляли его политические противники. Мэр Нью-Йорка, Клинтон принял участие в создании Исторического общества Нью-Йорка, Литературного и философского общества и приюта для сирот. Он активно занимался проблемами городской канализации, регулированием работы городских рынков и укреплением обороны Нью-Йоркской бухты. Также Клинтон руководил разработкой плана расширения Нью-Йорка в северном направлении.
В 1812 году Клинтон принял участие в президентских выборах от федералистов. В итоге Клинтон набрал 89 голосов избирателей, тогда как Джеймс Мэдисон — 128.
Спустя пять лет, в 1817 году, губернатор штата Нью-Йорк Дэниел Томпкинс ушёл в отставку в пользу должности вице-президента США. Девитт Клинтон, бывший при нём вице-губернатором, выставил свою кандидатуру на выборах губернатора и одержал разгромную победу. Клинтон продолжил заниматься развитием образовательных и культурных институтов. Кроме того, с 1810 по 1824 год Клинтон входил в комиссию, занимавшуюся планированием и постройкой канала Эри. Сильное противодействие его деятельности оказывали члены группировки «Оленьи хвосты» (англ.), поддерживаемой Таммани-холлом. Клинтону удалось переизбраться губернатором в 1820 году. Спустя два года, однако, он не участвовал в выборах. Не в последнюю очередь это было вызвано деятельностью «Оленьих хвостов». Тем не менее, он вновь переизбрался в 1824 году и занимал должность губернатора штата вплоть до своей смерти 11 февраля 1828 года.

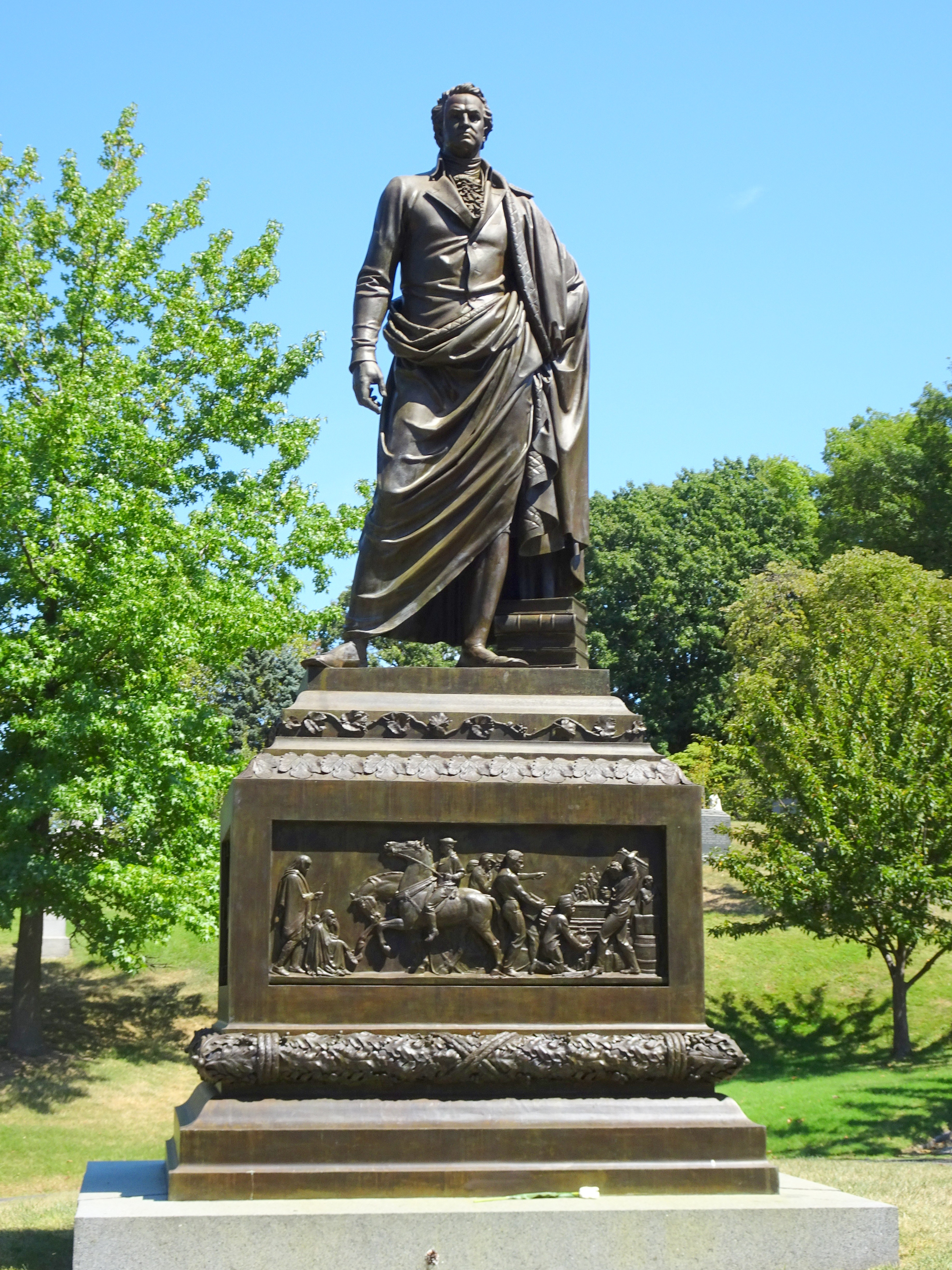
Памятник на кладбище Грин-Вуд в Бруклине, Нью-Йорк, США.

Несмотря на замечательные организаторские качества, большого состояния Клинтон не нажил и оставил свою семью в больших долгах. Он был похоронен в фамильном склепе своего сподвижника Сэмюэла Стрингера. Спустя 16 лет останки Клинтона были перезахоронены на кладбище Грин-Вуд в Бруклине.

### Личная жизнь
Клинтон был женат дважды. 13 февраля 1796 года он женился на дочери нью-йоркского зажиточного торговца Марии Франклин. Она родила Девитту десять детей. В 1818 году Мария умерла. 8 мая 1819 года Клинтон женился вновь, его супругой стала дочь нью-йоркского врача Катарина Джонс. Их сын Джордж Уильям Клинтон (англ.) в 1842—1843 годах был мэром города Буффало.

## Память
- Памятник на кладбище Грин-Вуд в Бруклине, Нью-Йорк, США.